# Knocking
Knocking è un film documentario statunitense del 2006 diretto da Joel Engardio e Tom Shepard.
Il film racconta le storie di tre Testimoni di Geova e della loro lotta in favore di tre principi del movimento religioso a cui appartengono: l'obiezione di coscienza, il rifiuto delle trasfusioni di sangue e il saluto alla bandiera. Nel 2006, Knocking ha vinto il premio della giuria al miglior documentario dell'USA Film Festival e il Premio del pubblico al miglior documentario dell'Indy Film Fest.

## Trama
Lillian Gobitas è una ragazza in Pennsylvania che, insieme a migliaia di altri bambini, rifiuta come testimone di Geova di salutare la bandiera degli Stati Uniti. Il caso ha una tale risonanza che avvia una discussione e porta a una fondamentale sentenza storica della Corte suprema degli Stati Uniti d'America sulla libertà di religione.
Joseph Kempler è un ebreo, imprigionato nei campi, che è diventato Testimone di Geova dopo aver osservato la loro integrità nei campi di concentramento nazisti durante la Seconda guerra mondiale. Dopo la conversione, Kempler rimane lontano da sua figlia che era rimasta da parenti ebrei. In seguito, ricongiuntosi con i suoi familiari, Kempler li porta in un viaggio in Europa per vedere il suo paese e visitare i campi di concentramento di Melk, sotto-campo del campo di concentramento di Mauthausen-Gusen, e quello di Auschwitz
Seth Thomas è un testimone di Geova ventitreenne che nonostante il rischio e l'opposizione dei parenti non Testimoni rifiuta decisamente le trasfusioni di sangue per un'operazione di trapianto di fegato e viene dimesso dai medici dalla Baylor University Medical Center del Texas. In seguito, i chirurghi l'Università della Southern California University Hospital di Los Angeles accettano di eseguire l'operazione senza trasfusioni, rispettando le convinzioni di Seth e ritenendo che la ricerca della chirurgia senza sangue è necessaria e deve essere esplorata.

## Produzione
(Joel P. Engardio, produttore e regista di Knocking)

## Distribuzione
il film stato presentato anche ai festival di Trenton, New Jersey; Flint, Michigan; Cleveland, Ohio; Reno, Nevada ed East Lansing in Michigan. Il film è stato trasmesso per la prima volta anche in due canali televisivi. Alla televisione americana nella serie televisiva PBS Independent Lens il 22 maggio 2007 e a quella australiana nel programma Compass il 18 maggio 2008.

### Edizioni home video
Il DVD include oltre al film un supplemento della durata di 3 ore che tratta una serie di lezioni riguardanti i Testimoni di Geova in cui avvocati, medici, storici e anziani discutono su vari argomenti: trasfusioni di sangue, diritti legali e storia giuridica, Testimoni nel periodo della Germania nazista e dell'Olocausto e questioni interne la Congregazione Cristiana dei Testimoni di Geova.

## Riconoscimenti
- 2006 - USA Film Festival, Dallas
  - Premio della giuria al miglior documentario
- 2006 - Indy Film Fest, Indianapolis
  - Premio del pubblico al miglior documentario
- 2006 - Trenton Film Festival
  - Premio della giuria al miglior documentario
- 2006 - Long Island International Film Expo
  - Premio della giuria alla migliore opera prima